# Justicia decaryi
Justicia decaryi är en akantusväxtart som beskrevs av Raymond Benoist. Justicia decaryi ingår i släktet Justicia och familjen akantusväxter. Inga underarter finns listade i Catalogue of Life.